# Transatlanticism
Transatlanticism es el cuarto álbum de estudio de Death Cab for Cutie, publicado el 7 de octubre de 2003 desde Barsuk Records. 
Antes de su lanzamiento Benjamin Gibbard declaró: "...a diferencia de The Photo Album, siento que este disco es definitivamente un álbum en condiciones. Hemos intentado construirlo con transiciones de canciones entrando y saliendo de las otras, y creo que esto lo expande más que el anterior".
"Transatlanticism" alcanzó el puesto N.º 97 en el Billboard 200 Album Chart. También ha sido certificado como Disco de Oro en Estados Unidos. 
Se trata del primer álbum con Jason McGerr a la batería.

## Listado de canciones
Canciones escritas por Ben Gibbard excepto donde se indica.
1. "The New Year" (Ben Gibbard, Nicholas Harmer, Jason McGerr, Christopher Walla) – 4:06
2. "Lightness" – 3:30
3. "Title and Registration" (Gibbard, Walla) – 3:39
4. "Expo '86" (Gibbard, Walla) – 4:11
5. "The Sound of Settling" – 2:12
6. "Tiny Vessels" (Gibbard, Harmer) – 4:21
7. "Transatlanticism" (Gibbard, Walla) – 7:55
8. "Passenger Seat" – 3:41
9. "Death of an Interior Decorator" – 2:56
10. "We Looked Like Giants" (Gibbard, Harmer, McGerr, Walla) – 5:32
11. "A Lack of Color" – 3:35